# Motto
Motto (též moto) je fráze nebo skupina slov, která vyjadřuje motivaci nebo záměr člověka či skupiny lidí. Motto může být heslo, citát nebo jiná sentence. Používá se v čele uměleckého díla a vztahuje se k základní myšlence tohoto díla. Jiný význam může být vyjádření státního programu, např. Veritas vincit (Pravda vítězí).
Výraz motto pochází z italštiny, kde motto znamená „slovo“; podobné označení pro slovo, le mot, je také ve francouzštině.

## V heraldice
Je motto nazýváno heslo nebo devíza a bývá napsáno na stuze pod erbem. Zobrazuje se v základních tinkturách erbu a pokud jsou u erbu štítonoši mohou na této pásce stát. V heraldice tato slova či sousloví obvykle reflektují rodovou tradici (resp. zásadu, již členové rodu vyznávají) nebo úctu k panovníkovi či Bohu. Tato hesla byla psána v různých jazycích; v českém prostředí to byly především němčina, latina, čeština a francouzština.
Oproti tomu pokřik (nebo válečný pokřik) je psán na pásce umísťované na vrchol erbu ke klenotu. Byl obvyklý hlavně ve Skotsku nebo v Polsku. Byla to krátká věta, kterou se např. skotské kmeny svolávaly do boje nebo na obranu vlasti (skotský národní pokřik je: In My Defens God Me Defend, na erb se umisťuje zkrácené In Defens).